# Feingerippte Grasschnecke
Die  Feingerippte Grasschnecke (Vallonia enniensis) ist eine auf dem Land lebende Schneckenart aus der Familie der Grasschnecken (Valloniidae); die Familie gehört zur Unterordnung der Landlungenschnecken (Stylommatophora).

## Merkmale
Das scheibenförmige Gehäuse der Feingerippten Grasschnecke hat eine Höhe von 1,1 bis 1,4 mm und eine Breite von 2,1 bis 2,6 mm. Die Anfangswindungen heben sich aber über die Windungsebene hinaus. Es hat 2¾ bis 3¼ Windungen, die regelmäßig und rasch zunehmen. Die Schale ist vergleichsweise dick und kräftig. Das Embryonalgehäuse nimmt etwa 1 1/8 Windung ein. Die Oberfläche ist fast glatt, gelegentlich mit schwacher Chagrinierung oder feinen Spiralstreifen. Der Teleoconch ist mit dicht stehenden, fadenförmigen Rippen versehen. Zwischen den Rippen finden sich je ein oder zwei sehr feine Zuwachsstreifen. Die Windungen sind an der Peripherie nur mäßig gewölbt und sind nur durch flache Nähte voneinander abgesetzt. Im Windungsquerschnitt umgreifen sie sich stark. Die letzte Windung verläuft von der Seite betrachtet in der Windungsebene, selten sehr wenig absteigend oder ansteigend. Die Mündung bzw. die Mündungsebene ist mit etwa 30° gegen die Gehäuseachse schräg gestellt. Die Mündung ist rundlich, die Ansatzstellen des Mundsaumes liegen weit auseinander. Sie sind durch einen flach zur Mündung hin gebogenen, transparenten Kallus miteinander verbunden. Der Mundsaum ist außen und unten ziemlich abrupt etwa rechtwinklig nach außen gebogen. Innen ist der Mundsaum mit einer dicken, ringförmigen, weißlich-transparenten Lippe versehen. Die Lippe tritt besonders oben und außen wulstig über die Mündungsebene vor. Hier ist sie durch eine Rinne vom Außenrand abgesetzt. Der Nabel ist offen, aber vergleichsweise eng. Er nimmt nur etwa ein Viertel (oder weniger) des maximalen Gehäusedurchmessers ein. Das gelblich getönte Gehäuse ist milchig und schwach transparent. Die Innenlippe scheint nach außen nur schwach durch.

### Ähnliche Arten
Das Gehäuse ähnelt der Glatten Grasschnecke (Vallonia pulchella), hat aber sehr feine, dichter stehende und mehr regelmäßige Rippchen (auf der letzten Windung etwa 45 bis 60 Rippchen). Sie damit dichter und feiner berippt als die Gerippte Grasschnecke (Vallonia costata).

## Geographische Verbreitung und Lebensraum
Das Verbreitungsgebiet der Feingerippten Grasschnecke erstreckt sich von Süd- und Ostspanien, über Südfrankreich, Schweiz, Norditalien, Österreich, Tschechien, Slowakei, Südpolen, Ungarn, Rumänien, Südosteuropa bis in die Türkei und Ägypten. Im Osten sind Funde aus Litauen, Weißrussland und der Ukraine bekannt. Gerber verzeichnet in seiner Verbreitungskarte auch noch einige, von ihm nicht überprüfte Fundpunkte in Russland. Neu (2013) ist ein Vorkommen in Nordostmarokko. In Deutschland gibt es sehr zerstreute Nachweise aus fast allen Bundesländern. Völlig isoliert ist bzw. war ein Vorkommen in Südschweden. Hier wurden seit den 1960er Jahren keine (Lebend-)Funde mehr gemacht. Die Art ist auch aus pleistozänen Ablagerungen in Deutschland, Frankreich, England und Ungarn gefunden worden.
Die Art kommt an ausgesprochen nassen Standorten, wie kalkreichen Sümpfen, feuchten und nichtkultivierten Wiesen in Flusstälern, aber auch an sonnigen Hügeln in der Nähe von Quellen. In der Schweiz steigt die Art bis auf 1000 m über Meereshöhe an.

## Taxonomie
Das Taxon wurde 1856 von Vinzenz Maria Gredler als Vallonia pulchella var. enniensis in die wissenschaftliche Literatur eingeführt. Das Taxon wurde später auch als Unterart von Vallonia pulchella (Müller, 1774) behandelt, wird jedoch heute als eigenständige Art anerkannt. Synonyme sind: Vallonia pulchella var. hispanica Sterki, 1893, Helix (Vallonia) pulchella enniensis f. major Kormos, 1909, Helix (Vallonia) pulchella csorensis Kormos, 1909 und Helix eupleurolena Bourguignat (nomen nudum).

## Gefährdung
Die Art ist in Deutschland vom Aussterben bedroht, ebenso in der Schweiz. In Österreich gilt sie als gefährdet. Die Gefährdung geht vor allem von Habitatzerstörungen aus. Geeignete Habitate können selbst bei der Renaturierung nicht mehr besiedelt werden, da die Vorkommen sehr isoliert und zerstreut sind. Die IUCN vermerkt lediglich: „Data Deficient Needs Updating“.

## Belege

### Online
- AnimalBase: Vallonia enniensis (Gredler, 1856)